# Deal (okręg Alba)
Deal – wieś w Rumunii, w okręgu Alba, w gminie Câlnic. W 2011 roku liczyła 355 mieszkańców.